# Antoine Griezmann
Antoine Griezmann, francoski nogometaš, * 21. marec 1991, Mâcon, Francija.

## Klubska kariera

### Zgodnji začetki leta
Griezmann se je rodil v občini Mâcon, v Saône-et-Loire. Njegovi predniki so alzaki, zato ima germanski priimek. Svojo kariero je začel v rodnem mestu, pri tamkajšnjem klubu UF Mâcon, a ga v najstniških letih večji klubi niso upoštevali. Bil je na številnih preizkušnjah, a nikjer ni zadovoljil odgovornih in trenerjev, ker naj bi bil prešibak in premajhen. Toda ko je bil na preizkušnji pri Montpellieru, leta 2005 in je zablestel na prijateljski tekmi proti mladi ekipi Paris Saint-Germaina, je padel v oko skavtu španskega kluba Real Sociedada, ki je spremljal dogajanje ob igrišču. Povabil ga je v San Sebastian. Najprej na enotedensko preizkušnjo, ki se je potem razvlekla na dva tedna in nazadnje končala tako, da so mladega, takrat 14-letnega nogometaša pri Real Sociedadu povabili k sebi.

### Real Sociedad
Ko je prišel v Real Sociedad, je Griezmann dopoldne hodil v šolo čez mejo v mestu Bayonne, popoldne pa treniral v San Sebastianu. Po štirih letih igranja v mladinskem pogonu Real Sociedada je pred začetkom sezone 2009/10 dočakal priložnost med člani. Martin Lasarto je bil tisti, ki ga je vpoklical. Potem ko je na pripravljalnih tekmah pred začetkom sezone blestel, na štirih tekmah je zabil pet golov, je bilo jasno, da bo priložnost dobil tudi takrat, ko bo šlo zares. Tako je tudi bilo. Septembra 2009 je debitiral na pokalni tekmi proti Rayu Vallecanu. Konec istega meseca je – Real Sociedad je takrat igral v drugi ligi – dočakal še prvenstveni derbi in takoj zabil gol v mrežo Huelve. Do konca sezone je redno igral in, čeprav je bil še najstnik, je na 39 tekmah prispeval šest golov v sezoni, ki se je za Real Sociedad končala sijajno: s prvim mestom in vrnitvijo v prvo ligo. V sezoni 2010/11 so Baski obstali med elito, zasedli so 15. mesto, Griezmann pa je postregel s podobnimi številkami: 37 prvenstvenih nastopov in sedem golov. Takrat se je že povsem ustalil v ekipi in vse bolj opozarjal nase, zato ne čudi, da so se v San Sebastianu hitro zavarovali. Aprila 2010, takrat so lovke po njem stegovali tudi pri Lyonu, Saint-Etiennu in Auxerrju, so z njim podpisali dolgoročno pogodbo in v njo postavili odkupno klavzulo v višini kar 30 milijonov evrov. Pozneje se je izkazalo, da so ravnali pravilno. Sezono je s sedmimi goli v 35 nastopih končal tudi leta 2012, ko je bil Real Sociedad v prvenstvu 12. V naslednjem letu je sledil velik preskok. Baski so bili eno izmed največjih presenečenj, pristali so na četrtem mestu in si priborili nastop v ligi prvakov. Pri 21 letih je Griezmann zabil deset golov na 34 tekmah in bil takrat že eden najboljših posameznikov lige. V naslednji sezoni je naredil nov korak naprej, končal jo je s kar 16 goli v 36 prvenstvenih nastopih (Real Sociedad je bil sedmi), dobro je igral tudi v Evropi in jasno je bilo, da ga bodo v San Sebastianu težko zadržali. Kot je bilo jasno tudi to, da bodo z njim mastno zaslužili.

### Atlético Madrid
Poleti 2014 je Atlético aktiviral odkupno klavzulo v Francozovi pogodbi, na račun Real Sociedada nakazal 30 milijonov €, kar je bila druga najdražja prodaja v zgodovini tega kluba, in poskrbel za okrepitev, ki si jo je zelo želel trener Madridčanov Simeone. Argentinec, ki je dobro vedel, kaj je hotel, je to tudi dobil. Griezmann je prišel v klub, ki je sezono prej igral v finalu lige prvakov in bil v zadnjih letih vselej pri vrhu španskega prvenstva. Najprej v rdeče-belem dresu ni bil tako zelo učinkovit, a konec leta 2014 se je vse začelo premikati na bolje. V letu 2015 je bil hitronogi in spretni Francoz že eden glavnih zvezdnikov španske lige, v kateri je Atletico ob koncu sezone zaostal le za Barcelono in Realom. V prvenstvu je zabil kar 22 golov v 37 nastopih, z dvema goloma se je izkazal tudi v ligi prvakov in se enkrat med strelce vpisal v pokalu. V obeh teh tekmovanjih je Atletico prišel do četrtfinala. V sezoni 2015/16 je zabil 32 golov na 54 tekmah, od tega 22 v španskem prvenstvu, 3 v pokalu in 7 v ligi prvakov, kjer se je Atletico prebil do finala. 
Junija 2016 je Griezmann z Atleticom podpisal novo pogodbo, s katero bo pri klubu ostal do leta 2021. 

## Reprezentančna kariera
Ko je igral še za mladince Real Sociedada, ga v Franciji tamkajšnji selektorji mlajših selekcij niso upoštevali. Ko je zaigral v članski ekipi Baskov, je leta 2010 dočakal vpoklic v reprezentanco do 19 let, s katero je istega leta na domačem evropskem prvenstvu šel do konca in osvojil naslov. Kmalu se je preselil v mlado reprezentanco, igral je tudi na svetovnem prvenstvu do 20 let. Novembra 2012 je njegova reprezentančna kariera zastala, pri francoski nogometni zvezi so ga namreč suspendirali za eno leto, ker je med eno izmed reprezentančnih akcij brez dovoljenja odšel v nočni lokal in veseljačil do zgodnjih jutranjih ur. Pozneje težav z disciplino ni imel več. Z zdajšnjim selektorjem članske vrste Didierjem Deschampsom, pod njegovim vodstvom je debitiral marca 2014 in bil maja istega leta med potniki za svetovno prvenstvo, nima težav. Na največjem nogometnem festivalu v Braziliji je igral na vseh tekmah, Francozi so prišli do četrtfinala. V zadnjem času je redno reprezentant. Do zdaj je zbral 34 nastopov in zabil 13 golov. 

## Zasebno življenje
Griezmannu in njegovi partnerki Eriki, se je v aprilu 2016 rodil prvi otrok, in sicer hčerka. 
Njegova sestra Maude je preživela lanski teroristični napad v gledališču Bataclan v Parizu, v katerem je bilo ubitih kar 89 ljudi. Medtem ko se je tam zgodil teroristični napad, je Griezmann nedaleč stran na stadionu Stade de France igral prijateljsko tekmo proti Nemcem.

## Statistika

### Klubska stastistika
Tekme nazadnje odigrane 28. maja 2016.
| Klub            | Sezona            | Liga    | Liga    | Pokal   | Pokal   | Evropska tekmovanja | Evropska tekmovanja | Drugo   | Drugo   | Skupaj  | Skupaj  |
| Klub            | Sezona            | Nastopi | Zadetki | Nastopi | Zadetki | Nastopi             | Zadetki             | Nastopi | Zadetki | Nastopi | Zadetki |
| --------------- | ----------------- | ------- | ------- | ------- | ------- | ------------------- | ------------------- | ------- | ------- | ------- | ------- |
| Real Sociedad   | 2009/10 (2. liga) | 39      | 6       | 1       | 0       | —                   | —                   | —       | —       | 40      | 6       |
| Real Sociedad   | 2010/11           | 37      | 7       | 2       | 0       | —                   | —                   | —       | —       | 39      | 7       |
| Real Sociedad   | 2011/12           | 35      | 7       | 3       | 1       | —                   | —                   | —       | —       | 38      | 8       |
| Real Sociedad   | 2012/13           | 34      | 10      | 1       | 1       | —                   | —                   | —       | —       | 35      | 11      |
| Real Sociedad   | 2013/14           | 34      | 16      | 7       | 3       | 81                  | 1                   | —       | —       | 49      | 20      |
| Real Sociedad   | Skupaj            | 179     | 46      | 14      | 5       | 8                   | 1                   | —       | —       | 201     | 53      |
| Atlético Madrid | 2014/15           | 37      | 22      | 5       | 1       | 91                  | 2                   | 2       | 0       | 53      | 25      |
| Atlético Madrid | 2015/16           | 38      | 22      | 3       | 3       | 13                  | 7                   | 0       | 0       | 54      | 32      |
| Atlético Madrid | Skupaj            | 75      | 44      | 8       | 4       | 22                  | 9                   | 2       | 0       | 107     | 57      |
| SKUPAJ          | SKUPAJ            | 254     | 90      | 22      | 9       | 30                  | 10                  | 2       | 0       | 308     | 109     |

 1 Liga prvakov 
 2 Evropska liga 

### Reprezentančna statistika
Posodobljeno 26. junij 2016.
| Francija  | Francija | Francija |
| Leto      | Nastopi  | Goli     |
| --------- | -------- | -------- |
| 2014      | 14       | 5        |
| 2015      | 10       | 1        |
| 2016 2017 | 7 10     | 4 7      |
| Skupaj    | 31       | 10       |

## Dosežki

### Klub
Real Sociedad
- 2. španska liga: 2009/10

Atlético Madrid
- Španski superpokal: 2014
- Liga prvakov: 2. mesto, 2015/16

### Reprezentanca
Francija
- Evropsko prvenstvo do 19 let: 2010

### Osebni dosežki
- Igralec meseca v španski ligi: januar 2015, april 2015
- Ekipa sezone v španski ligi: 2014/15
- Onze d'Or francoski igralec leta: 2014/15
- Trophées UNFP za najbolšega francoskega igralca, ki igra v tujini: 2016
- Ekipa sezone v ligi prvakov: 2015/16